# King Donovan
Francis King Donovan (Manhattan, 25 gennaio 1918 – Branford, 30 giugno 1987) è stato un attore e regista statunitense.

## Vita privata
Dal 1960 fino alla morte fu sposato con l'attrice comica Imogene Coca.

## Filmografia parziale

### Attore

#### Cinema
- Open Secret, regia di John Reinhardt (1948)
- La sconfitta di Satana (Alias Nick Beal), regia di John Farrow (1949)
- Appuntamento con la morte (One Way Street), regia di Hugo Fregonese (1950)
- The Sun Sets at Dawn, regia di Paul Sloane (1950)
- La setta dei tre K (Storm Warning), regia di Stuart Heisler (1951) - non accreditato
- Il messaggio del rinnegato (The Redhead and the Cowboy), regia di Leslie Fenton (1951)
- Angels in the Outfield, regia di Clarence Brown (1951)
- La città è salva (The Enforcer), regia di Bretaigne Windust (1951)
- Cantando sotto la pioggia (Singin' in the Rain), regia di Gene Kelly e Stanley Donen (1952) - non accreditato
- Sally e i parenti picchiatelli (Sally and Saint Anne), regia di Rudolph Maté (1952)
- Il mostro magnetico (The Magnetic Monster), regia di Curt Siodmak (1953)
- Il risveglio del dinosauro (The Beast from 20,000 Fathoms), regia di Eugène Lourié (1953)
- Fatta per amare (Easy to Love), regia di Charles Walters (1953)
- Eternamente femmina (Forever Female), regia di Irving Rapper (1953)
- I senza legge (Tumbleweed), regia di Nathan Juran (1953)
- Esploratori dell'infinito (Riders to the Stars), regia di Richard Carlson (1954)
- L'invasione degli ultracorpi (Invasion of the Body Snatchers), regia di Don Siegel (1956)
- Le tre notti di Eva (The Birds and the Bees), regia di Norman Taurog (1956)
- Lo sceriffo di ferro (The Iron Sheriff), regia di Sidney Salkow (1957)
- Cowboy, regia di Delmer Daves (1958)
- La parete di fango (The Defiant Ones), regia di Stanley Kramer (1958)
- In licenza a Parigi (The Perfect Furlough), regia di Blake Edwards (1958)
- Niente dura per sempre (Nothing Lasts Forever), regia di Tom Schiller (1984)

#### Televisione
- Squadra mobile (Racket Squad) – serie TV, 2 episodi (1952)
- The Whistler – serie TV, episodio 1x02 (1954)
- I segreti della metropoli (Big Town) – serie TV, un episodio (1954)
- Four Star Playhouse – serie TV, 2 episodi (1954)
- Schlitz Playhouse of Stars – serie TV, un episodio (1955)
- Cavalcade of America – serie TV, 2 episodi (1954-1955)
- Letter to Loretta – serie TV, un episodio (1955)
- It's a Great Life – serie TV, 6 episodi (1954-1956)
- The George Burns and Gracie Allen Show – serie TV, 8 episodi (1954-1956)
- December Bride – serie TV, 2 episodi (1956-1957)
- Navy Log – serie TV, episodio 2x23 (1957)
- Mr. Adams and Eve – serie TV, 2 episodi (1957)
- The Bob Cummings Show – serie TV, 22 episodi (1955-1958)
- Mr. Lucky – serie TV, episodio 1x06 (1959)
- Ricercato vivo o morto (Wanted: Dead or Alive) – serie TV, episodio 2x08 (1959)
- Bonanza – serie TV, un episodio (1960)
- Sotto accusa (Arrest and Trial) – serie TV, episodio 1x14 (1963)
- Daktari – serie TV, episodi 1x16-1x17 (1966)
- Per favore non mangiate le margherite (Please Don't Eat the Daisies) – serie TV, 12 episodi (1966-1967)
- The Beverly Hillbillies – serie TV, 3 episodi (1963-1967)
- The Return of the Beverly Hillbillies – film TV (1981)
- Morning's at Seven – film TV (1982)

### Regista

#### Cinema
- Promesse, promesse (Promises..... Promises!) (1963)

#### Televisione
- Grindl – serie TV, 4 episodi (1963-1964)
- Quella strana ragazza (That Girl) – serie TV, un episodio (1968)

## Doppiatori italiani
- Gualtiero De Angelis in La città è salva, L'invasione degli ultracorpi
- Corrado in Cantando sotto la pioggia
- Sergio Graziani in Il mostro magnetico
- Manlio Busoni in Il risveglio del dinosauro
- Stefano Sibaldi in Fatta per amare
- Pino Locchi in Eternamente femmina
- Bruno Persa in Cowboy
- Gianfranco Bellini in La parete di fango